# Interstate 195 (New Jersey)
Pour les articles homonymes, voir Interstate 195.
L'Interstate 195 (I-195) est une autoroute auxiliaire du New Jersey. Son terminus ouest est la jonction de l'I-295 et de la Route 29 au sud de Trenton. Son terminus est se trouve à la jonction avec la Garden State Parkway, la Route 138 et la Route 34 à Wall Township. L'I-195 fait 34,17 miles (54,99 km).

## Description du tracé
Le terminus ouest de l'I-195 se trouve à un échangeur avec l'I-295 à Hamilton Township au sud-est de Trenton. À partir de là, l'I-195 se dirige vers l'est. En quittant Hamilton Township, elle entre à Robbinsville Township, où elle croisera la US 130 et l'I-95 (N.J. Turnpike). Une fois cet échangeur passé, l'I-195 continue vers l'est et entre dans une zone beaucoup plus rurale dans les comtés de Monmouth et d'Ocean. Elle croisera la US 9 à Howell Township et continuera vers l'est jusqu'à ce qu'elle atteigne la G.S. Parkway à Wall Township. À cet endroit, l'I-195 prend fin et la route se poursuit un peu vers l'est comme Route 138 jusqu'à Belmar, sur la côte Atlantique.

## Liste des sorties
| Interstate 195            |                                             |       |       |        |                                                                                      | |
| Comté                     | Municipalité                                | mi    | km    | Sortie | Intersections / Destinations                                                         | Notes |
| Mercer                    | Hamilton Township                           | 0,00  | 0,00  | 1A-B   | Route 29 (en) nord vers Route 129 (en) – Trenton I-295 vers US 1 – Camden, Princeton | Indiqué sortie 1A (sud) et 1B (nord); sortie 60A-B de l'I-295; continue au nord comme Route 29                                                  |
| Mercer                    | Hamilton Township                           | 0,92  | 1,48  | 1C-D   | US 206 – Bordentown, White Horse                                                     | Sortie direction est, entrée direction ouest; indiqué sortie 1C (sud) et 1D (nord)                                                              |
| Mercer                    | Hamilton Township                           | 1,55  | 2,49  | 2      | US 206 / South Broad Street / Arena Drive – Yardville                                | |
| Mercer                    | Hamilton Township                           | 3,37  | 5,42  | 3      | Yardville, Hamilton Square                                                           | Indiqué sortie 3A (Yardville) et 3B (Hamilton Square)                                                                                           |
| Mercer                    | Hamilton Township                           | 4,90  | 7,89  | 5      | US 130 – New Brunswick, Bordentown                                                   | Indiqué sortie 5A (sud) et 5B (nord) |
| Mercer                    | Robbinsville Township                       | 6,25  | 10,06 | 6      | I-95 Toll / N.J. Turnpike – New York, Camden                                         | Sortie 7A de l'I-95 |
| Mercer                    | Robbinsville Township                       | 7,31  | 11,76 | 7      | CR 526 – Robbinsville, Allentown                                                     | Pas d'accès depuis CR 526 ouest vers I-195 est                                                                                                  |
| Limite Mercer–Monmouth    | Limite township Robbinsville–Upper Freehold | 8,54  | 13,74 | 8      | CR 539 – Allentown, Hightstown                                                       | |
| Monmouth                  | Upper Freehold Township                     | 11,79 | 18,97 | 11     | Coxs Corner, Imlaystown                                                              | |
| Limite Monmouth–Ocean     | Limite township Millstone–Jackson           | 16,71 | 26,89 | 16     | CR 537 – Freehold, Mount Holly, Six Flags                                            | Indiqué sortie 16A (ouest) et 16B (est) en direction est                                                                                        |
| Ocean                     | Jackson Township                            | 21,04 | 33,86 | 21     | CR 527 vers CR 526 – Siloam, Jackson                                                 | |
| Ocean                     | Jackson Township                            | 22,99 | 37,00 | 22     | Georgia, Jackson Mills                                                               | |
| Monmouth                  | Howell Township                             | 27,17 | 43,73 | 28     | US 9 – Lakewood, Freehold                                                            | Indiqué sortie 28A (sud) et 28B (nord) |
| Monmouth                  | Howell Township                             | 31,57 | 50,81 | 31     | CR 547 vers CR 524 / CR 549 – Farmingdale, Lakewood, Allaire State Park              | Indiqué sortie 31A (sud) et 31B (nord) |
| Monmouth                  | Wall Township                               | 34,17 | 54,99 | 35     | G.S. Parkway sud / Route 34 (en) – Matawan, Brielle, Point Pleasant                  | Indiqué sortie 35A (sud) et 35B (nord) |
| Monmouth                  | Wall Township                               | 34,17 | 54,99 | 36     | G.S. Parkway nord Route 138 (en) est – Belmar                                        | Pas de sortie en direction sud vers G.S. Parkway sud, pas d'entrée en direction ouest depuis G.S. Parkway sud; continue au-delà comme Route 138 |
| - Péage - Accès incomplet |                                             |       |       |        |                                                                                      | |